# アブラージュ・アル・ベイト・タワーズ

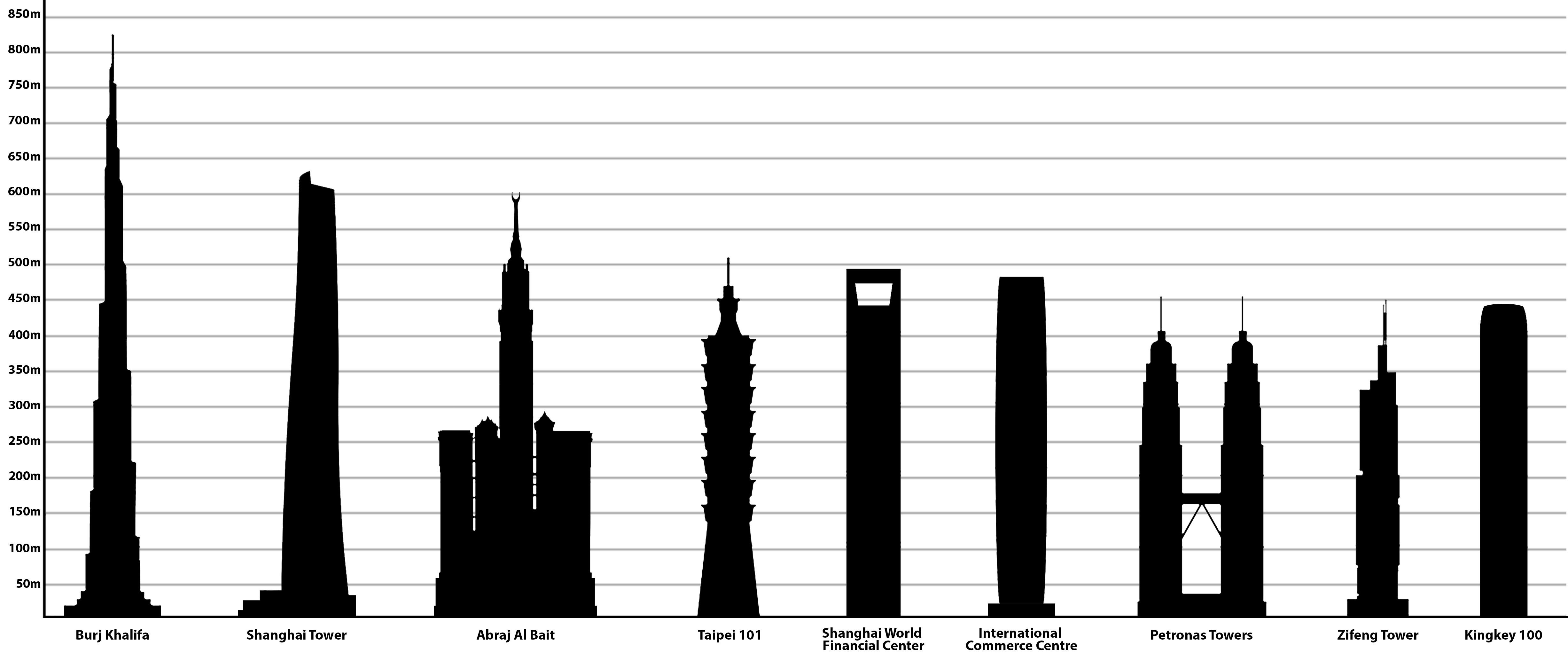

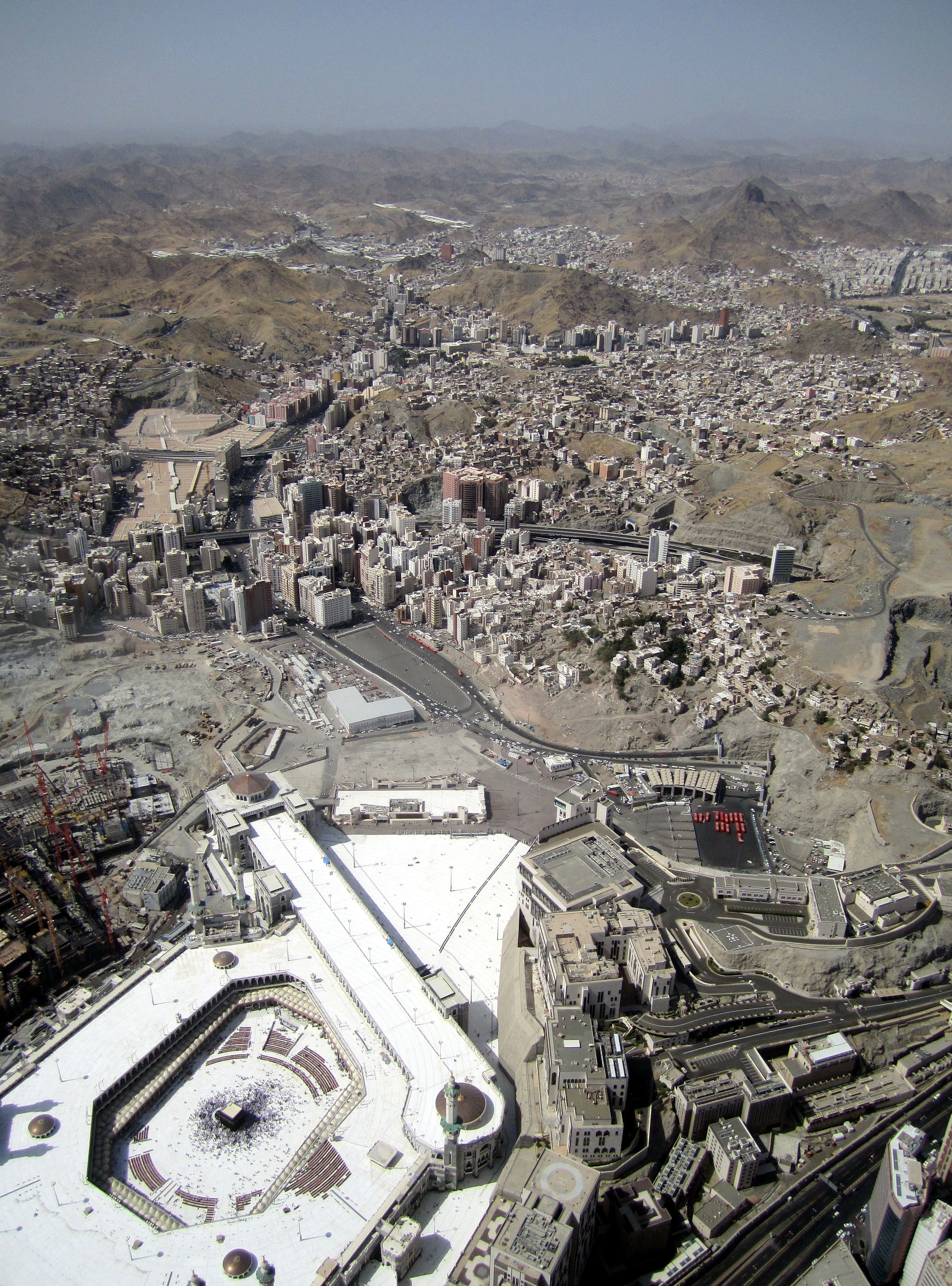
タワーからの眺め

アブラージュ・アル・ベイト・タワーズ（アラビア語: أبراج البيت、英語: Abraj Al Bait Towers）は、サウジアラビアのメッカにある超高層ビル群である。尖塔高601mのホテル・タワーは世界で3番目に高い超高層ビルであり、世界で4番目に高い自立式建造物である。

## 概要
601m、260m、260m、250m、250m、240m 、240mの7つの超高層ビルからなる複合施設である。240m（42階建て）の2棟は2007年と2008年に先行して開業しており、2012年に全てのビルが竣工し、完全に開業した。デベロッパーはサウジアラビア最大のゼネコンのサウジ・ビン＝ラーディン・グループ (SBG) である。
完成時点で台北101（台北市）を抜いて、ブルジュ・ハリファ（ドバイ）に次ぐ世界で2番目に高い超高層ビルで、ブルジュ・ハリファ (828m) と東京スカイツリー (634m) に次ぐ世界で3番目に高い自立式建造物となった。
現在は上海中心に次ぐ世界で3番目に高い超高層ビルとなっている。
延べ床面積は150万平方メートルに及ぶ。かつて長く世界記録を保持していたアールスメール花市場（99万平方メートル、アールスメール）よりも51万平方メートルも大きく、2008年10月に開業し単一の構造物として世界一の床面積となっていたドバイ国際空港のターミナル3（118万平方メートル）をも凌ぎ、世界一の床面積となった。2013年7月には、新世紀環球中心 (en. 1,760,000 平方メートル) が成都市に開業したことで、単一ビルの床面積世界最大の座は譲ることとなった。また、総工費は約150億ドル（1兆5000億円）と、マスジド・ハラームに次いで世界歴代2位である。

## ホテル棟
一番高いホテル棟「メッカ・ロイヤル・クロック・タワー・ホテル (英語: Makkah Royal Clock Tower Hotel) 」の高さは601m（95階建て）であり、サウジアラビア初となる500m以上の超高層ビルである。2016年現在、ドバイのJW・マリオット・マーキス・ドバイ・ホテル（高さ395m）を抜いて世界一高いホテルである。
10万人が一度に宿泊できる。メッカには毎年500万人以上のムスリムが巡礼（ハッジ）に訪れるため、年々増加する巡礼者に対応する大規模な宿泊施設が長年切望されてきた。このホテル群の開業により、全体で約3000ルー厶の宿泊容量が確保され、さらにほぼ全ての部屋から、ムスリムが毎日礼拝する際に向くカアバ神殿を臨むことができるようになっている。
また、ホテル棟の上部に設置された時計は直径43m、長針の長さ23mで世界最大であり、25km先からも視認できるように200万個のLEDが用いられている。時計台としても世界最高。時計台の上部は展望台、さらにその上部は93mの尖塔となっており、尖塔の最上部は23mの三日月を抱いた純金のミナレットとなっている（ミナレットとして世界最大）。

## 構造
ビル内部には4階建ての巨大ショッピングモールであるアブラージュ・アル・ベイト・モールがあり、住居棟や数千人のムスリムが会合可能な祈祷所の他、約1000台分の自動車を収容する駐車場もある。二つのヘリポートもあり会議場もあるため、国際会議を行う場としても活用することができる。

## 立地
神聖かつ歴史的な場所であるカアバやマスジド・ハラームが通りを挟んですぐ向かいに面している。当建造物の建設にあたり、オスマン帝国時代の18世紀に建てられた遺構であるアジャド要塞を破壊することになるため、サウジアラビア国内のみならずトルコ文化観光省など国外からも批判もあった。しかし反対を押し切って要塞は取り壊され、その下にあったブルブル山も平らに整地された。

## ギャラリー

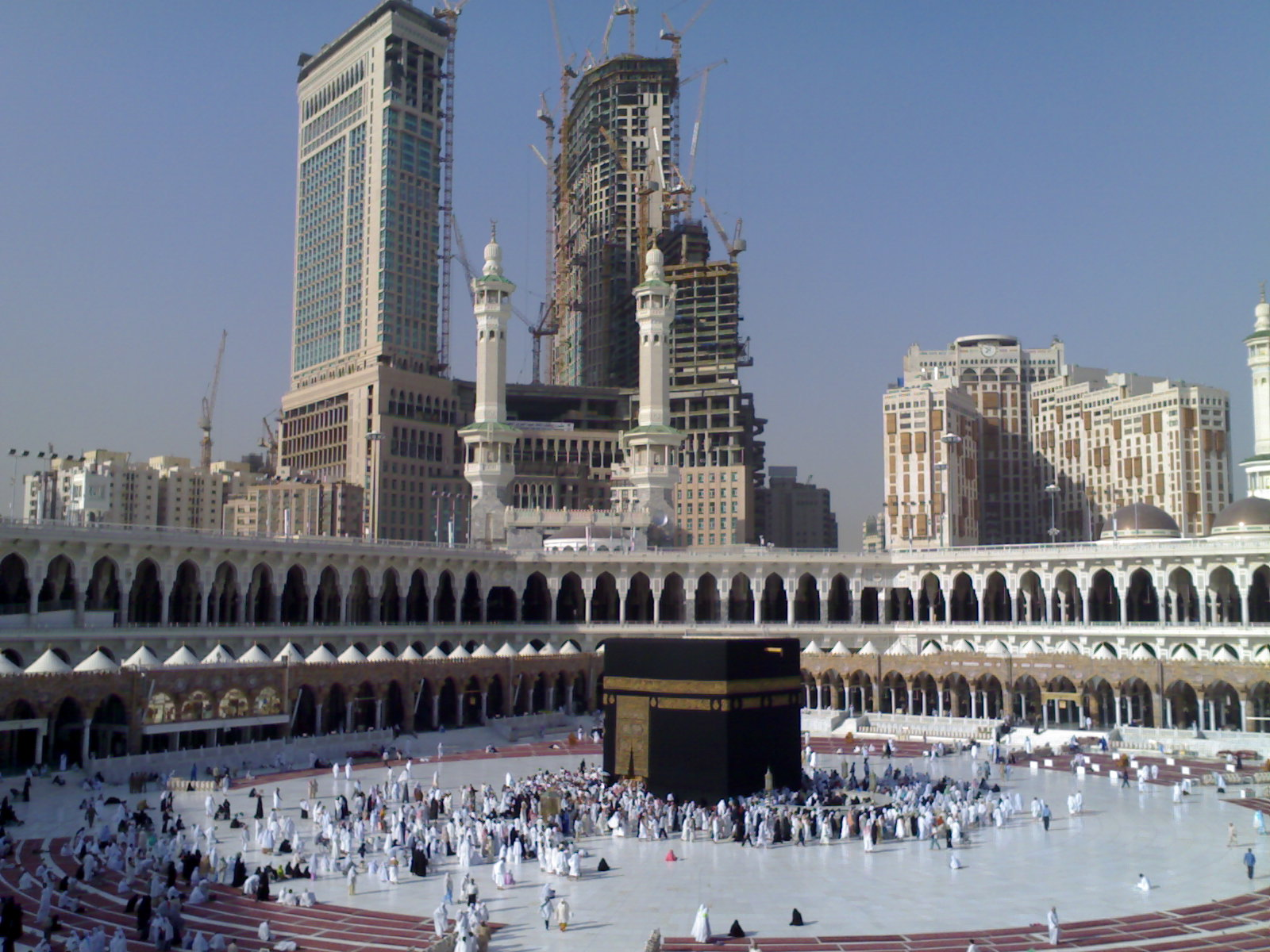
巡礼者で賑わうマスジド・ハラームの向かいにそびえる建設中のタワー（2006年）